# 브로드웨이를 쏴라
《브로드웨이를 쏴라》(영어: Bullets over Broadway)는 1994년 개봉한 미국의 블랙 코미디 범죄 영화이다. 우디 앨런이 감독과 공동각본을 맡았다.

## 줄거리
1928년, 데이비드 셰인(David Shayne)은 브로드웨이에 갓 입성한 피츠버그 출신의 이상주의적인 젊은 극작가이다. 그는 자신의 희곡 '우리 아버지의 신(God of Our Fathers)'의 자금 조달을 위해 애쓰다 프로듀서 줄리언 마르크스(Julian Marx)의 설득에 넘어가 갱스터 닉 발렌티(Nick Valenti)의 여자친구인 배우 올리브 닐(Olive Neal)을 조연으로 캐스팅한다.
까다롭고 재능 없는 올리브에게서 오는 좌절감을 보상받기 위해, 데이비드는 알코올 중독으로 시든 스타 헬렌 싱클레어(Helen Sinclair)를 주연으로, 다이어트 중인 영국 배우 워너 퍼셀(Warner Purcell)을 함께 캐스팅하게 되어 기뻐한다. 올리브가 폭력배 부하 치치(Cheech)의 호위를 받으며 나타나 리허설을 지켜보겠다고 고집하면서 리허설은 곧 혼란에 빠진다.
결국 치치는 데이비드에게 대본에 대한 조언을 주기 시작하고, 데이비드는 처음에는 그 개입에 분노하지만 곧 그 아이디어가 훌륭하다는 것을 깨닫는다. 학교를 불태우기 전에 겨우 글을 배운 치치는 극작에 천부적인 재능이 있지만, 어떤 공로도 인정받는 데 관심이 없다. 출연진들은 수정된 대본을 천재적이라고 극찬하며, 그의 초고를 지루하고 거만하다고 깎아내린다.
임박한 성공에 들뜬 데이비드와 배우들은 각자의 악덕에 빠져든다. 그의 파트너 엘렌(Ellen)은 그가 헬렌과 바람을 피우는 것을 목격한다. 워너는 폭식에 탐닉하고 올리브와 바람을 피우기 시작하는데, 치치가 그의 목숨을 위협하자 관계를 끊으려 한다. 올리브의 형편없는 연기에 점점 더 좌절감을 느끼던 치치는 그녀를 공연에서 해고하려 한다. 데이비드가 올리브를 없앨 수 없다고 상기시키자, 치치는 그녀를 살해하고 시신을 강에 버린다.
올리브의 살해는 갱단 간의 갈등의 일부로 널리 추정되지만, 데이비드는 즉시 진실을 직감하고 치치와 다툰다. 자신의 실수를 후회하며 데이비드는 엘렌이 자신의 쾌락주의적인 마르크스주의자 친구 셸던 플렌더(Sheldon Flender) 때문에 자신을 떠나고 있다는 사실을 알고 낙담한다.
개봉 첫날 밤, 발렌티는 치치를 올리브 살해 혐의로 비난하지만 치치는 부인한다. 연극이 공연되는 동안 부하인 로코(Rocco)와 알도(Aldo)는 무대 뒤에서 치치를 쫓아가 총을 쏜다. 치치는 죽어가는 마지막 말로 데이비드에게 연극의 새로운 마지막 대사를 알려준다. 연극은 비평적으로나 상업적으로 성공하지만, 데이비드는 뒤풀이를 건너뛰고 플렌더와 맞선다. 그는 자신의 재능 부족을 고백하고 엘렌에게 청혼하며, 엘렌은 그가 상류 사회를 떠나 피츠버그로 돌아가려는 새로운 열망을 받아들인다.

## 출연

### 주연
- 짐 브로드벤트
- 존 쿠삭
- 하비 피어스타인
- 채즈 팰민테리
- 로브 라이너
- 제니퍼 틸리
- 트레이시 울만
- 조 비터렐리
- 잭 워든
- 다이앤 위스트

### 조연
- 메리 루이스 파커
- 토니 시리코
- 폴 허만
- 제임스 르노
- 스테이시 넬킨
- 마가렛 소피 스타인
- 브라이언 맥코나키
- 에디 팔코
- 데비 마자르

## 기타
- 제작팀장: 토머스 라일리
- 제작부: 헬렌 로빈
- 제작관리: 잭 롤린스
- 제작관리: 찰스 H. 조프
- 제작관리: 레티 아론슨
- 미술: 산토 로쿼스토
- 의상: 제프리 커랜드
- 배역: 줄리엣 테일러

## 한국어 더빙 성우진(KBS, 1999년 5월 30일)
- 홍시호 - 데이비드 (존 쿠삭)
- 이선영 - 헬렌 (다이앤 위스트)
- 이선 - 올리브 (제니퍼 틸리)
- 김수경 - 엘렌 (메리 루이스 파커)
- 박상일
- 황원
- 온영삼
- 문영래
- 박은숙
- 조동희
- 윤병화
- 김정주
- 김영진